# Die Straße der Ölsardinen
Die Straße der Ölsardinen (englisch Cannery Row) ist ein humoristischer Roman des US-amerikanischen Schriftstellers John Steinbeck aus dem Jahr 1945.

## Inhalt

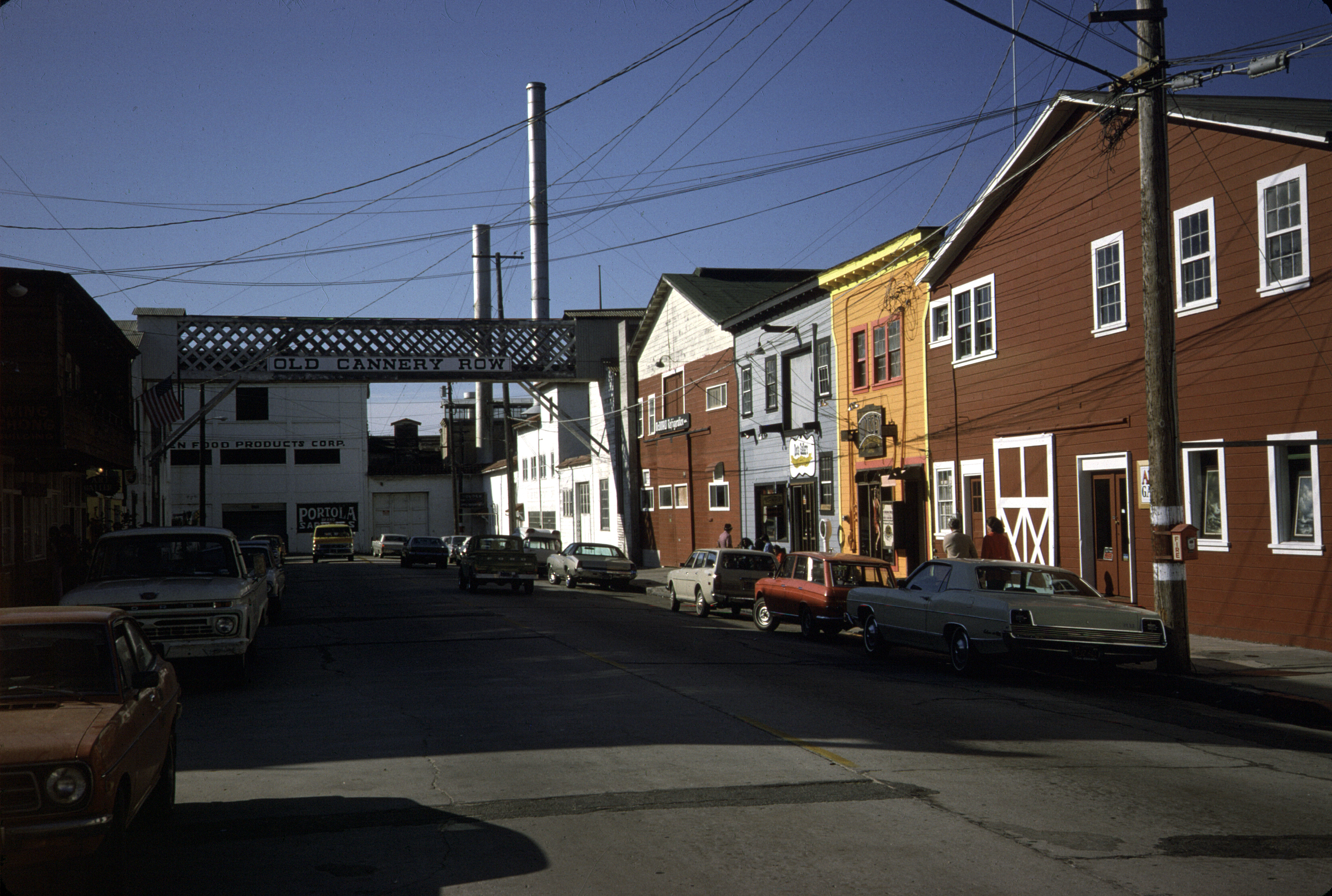
Die Straße der Ölsardinen in Monterey, Kalifornien (1977)

Der Autor erzählt in den 32 Kapiteln des Romans meist heitere bzw. tragikomische Ereignisse, die sich personell immer wieder kreuzen. Ironisch-humorvoll beschreibt er das Milieu im Hafenviertel der kalifornischen Stadt Monterey in den 1920/30er Jahren: den Kramladen des Chinesen Lee Chong, in dem man beinahe alles kaufen kann, das Restaurant Flotte Flagge, ein Bordell, welches von der geschäftstüchtigen, aber sozial weichherzigen Dora Flood geführt wird. Bei Grippewellen engagieren sich die Prostituierten auch als Rotkreuzschwestern für Kinder und leisten Doppelarbeit (Kp. 16). Hilfsarzt und Organisator ist in diesen Zeiten der „Doc“. Er betreibt das „Western Biological“, das für ihn Laboratorium und Wohnung zugleich ist. Hier hält der Biologe Ratten und Schlangen in Käfigen, präpariert bei Ebbe gesammelte Meerestiere wie Quallen, Seesterne, Würmer, Seeanemonen für Forschungsinstitute (Kp. 18), hört klassische Musik, lädt Gäste zu Partys ein und verführt junge Frauen. Bei alledem bleibt er jedoch ein einsamer Einzelgänger. „Doc“ ist der Romanheld, denn er hilft nicht nur seiner Nachbarschaft uneigennützig bei Grippeepidemien, sondern auch als Ratgeber. Steinbeck hat diese Figur an Edward F. Ricketts angelehnt, mit dem er in seiner Monterey-Zeit befreundet war und dem er seinen Roman gewidmet hat.
In dieser Kulisse porträtiert der Autor das Leben und Treiben der einfachen Menschen in der Cannery Row (daher der englischsprachige Titel), der Straße der Ölsardinen-Konserven-Fabriken: 

„Huren, Hurensöhne, Kuppler, Stromer und Spieler, mit einem Wort: Menschen. Man könnte mit gleichem Recht auch sagen: Heilige, Engel, Gläubige, Märtyrer – es kommt nur auf den Standpunkt an.“

Im Zentrum steht neben „Doc“ eine Clique von Müßiggängern und Spitzbuben, die es in kleinen Dingen mit den Eigentumsrechten nicht so genau nimmt, aber nach menschlich sympathischen Regeln verfährt: Mack ist ihr diplomatisch und rhetorisch geschickter Führer, Hazel sammelt für den „Doc“ Seetiere, Eddie hilft als Ersatzbarmann im „La Ida“ aus und sammelt die Schnapsreste für die Freunde. Hughie und Jones arbeiten gelegentlich in der Hediondo-Konservenfabrik. Gay, ein guter Mechaniker alter Maschinen, lebt nur auf Besuch bei der Gruppe, wenn ihn seine Frau zu sehr verprügelt hat. Die Aktionen der Gruppe in der Stadt und der ländlichen Naturidylle werden ironisch romantisierend beschrieben (Kp. 13). Sie wohnen in einem alten Schuppen, den ihnen der chinesische Kaufmann Lee Chong nach ihrem „Angebot“, sie würden ihn vor Brandstiftung und Einbrüchen beschützen, überlassen musste. Sie nennen ihr Heim „Palace Hotel und Grillroom“ und richten sich darin mit alten Möbeln wohnlich ein (Kp. 7).
Die gemächlich verlaufende und durch Anekdoten unterbrochene Handlung steigert sich ins Groteske, als Mack und seine Kumpel auf die Idee kommen, dem freundlichen und hilfsbereiten „Doc“ eine Freude zu machen. In kindlich spontaner Begeisterung organisieren sie eine Überraschungsparty für ihn (Kp. 7). Sie fangen für ihn Frösche, die er als Versuchstiere an Labors verkaufen kann, besorgen sich mit dem verdienten Geld in Chongs Laden Dekoration und Lebensmittel und schmücken das „Western Biological“, während „Doc“ unterwegs ist. Weil er jedoch so lange ausbleibt, fangen sie bereits vor seiner Rückkehr mit dem Verzehr der Speisen an, trinken und spielen Schallplattenmusik ab. Besucher werden dadurch angelockt und es kommt zu Auseinandersetzungen mit den nicht eingeladenen Gästen. Dabei wird die Wohnung stark beschädigt und die Unternehmung endet chaotisch (Kp. 20). „Doc“ ist einerseits wütend über die Verwüstung, andererseits gerührt über die guten Absichten der Clique. Denn er hat prinzipiell Sympathien für sie und fühlt sich den gesellschaftlichen Außenseitern, die sich dem Erfolgsprinzip verweigern und in den Tag hinein leben, geistig verwandt: „Alles, was wir am Menschen bewundern, Edelmut, Güte, Aufrichtigkeit, Ehrlichkeit, Anstand, Mitgefühl, Herz, führt in unserem Gesellschaftssystem nur zu Fehlschlägen. Während alle Eigenschaften, die wir angeblich verachten, Härte, Raffsucht, Selbstsucht und Charakterlosigkeit, zum Erfolg beitragen. Jenen guten Eigenschaften gilt die Bewunderung der Menschen, doch was sie mit Vorliebe produzieren, sind diese grundschlechten. […] Der Verkauf der Seelen, ›um die ganze Welt zu gewinnen‹, erfolgt heutzutage ohne äußeren Druck und einmütig – aber gottlob nicht ganz. Etwas wie Mack und die Jungens lebt überall in der ganzen Welt.“ (Kp. 23). Nach ihrem Fehlschlag versuchen die „Helden“ es ein weiteres Mal mit einer Feier, die diesmal von Mack, Chong, Dora und allen anderen Nachbarn gemeinsam vorbereitet wird und auch besser gelingt, weil „Doc“ vorgewarnt und von Anfang an anwesend ist. So entwickelt sich ein harmonisches, rührseliges Nachbarschaftsfest. Doch die Idylle bleibt nicht erhalten. Die ausgelassene Party der Cannery-Row-Gemeinschaft endet in einer wehmütig-melancholischen Stimmung (Kp. 30), und „Docs“ Haus wird wiederum stark in Mitleidenschaft gezogen. Das letzte Kapitel am Tag nach dem Fest endet einerseits mit „Docs“ Rezitation eines zwar den Verlust der Liebsten beklagenden, aber dennoch die ewigen Werte betonenden, lebensbejahenden Gedichts („Immer noch...“), andererseits mit den die Realität widerspiegelnden Sätzen: „…es hetzten und huschten die weißen Ratten in ihren Käfigen, und hinter dem Glas ihrer Gelasse ruhten die Klapperschlangen sehr still. Ihre verschleierten Augen starrten düster ins Weite.“ (Kp. 32)
In diesen Hauptstrang der Erzählung werden episodenartig Porträts anderer Personen eingeschoben, etwa das des Franzosen „Henri der Maler“, der aber in Wirklichkeit weder Franzose ist noch Henri heißt. Zum Malen kommt er nur selten. Daher lässt sich niemals feststellen, ob er eigentlich künstlerisches Talent besitzt. Die meiste Zeit verbringt er mit dem Bau eines Hausbootes, in dem er mit wechselnden Freundinnen wohnt. Das Schiff wird immer wieder verändert und nie im Meer erprobt, denn der Phantasie-Seemann hat Angst vor den Wellen (Kp. 22). Weitere Nebenfiguren sind Sam Malloy und seine Frau, die in einem ausrangierten Dampfkessel auf einem verwahrlosten Lagerplatz hausen (Kp. 8). Dieser Kessel spielt, wie die Protagonisten der „Cannery Row“, auch in dem Nachfolgeband Wonniger Donnerstag eine Rolle. In anderen Kapiteln werden kuriose historische Ereignisse wie die Einbalsamierung des Humoristen Josh Billings (Kp. 12), der in Monterey starb, oder die Warenhauswerbung mit dem „Himmelsläufer“ (Kp. 19) aufgegriffen.

## Rezeption und Kritik
Manche Kritiker sehen in der Geschichte der Cannery Row Parallelen zu dem früher erschienenen Roman Tortilla Flat, unter anderem wegen der romantisierenden Beschreibung von Armut. Der Daily Telegraph schrieb (frei übersetzt): „Ein sehr menschlicher Schriftsteller, hemmungslos, derb und mitfühlend, wissbegierig und von einer tiefen Klugheit.“

## Verfilmung
Die Erzählung und ihre Fortsetzung Wonniger Donnerstag (im Original Sweet Thursday) dienten dem Film Straße der Ölsardinen, erschienen 1982 bei Metro-Goldwyn-Mayer, als Vorlage. Regie führte David S. Ward, Nick Nolte verkörperte Doc und Debra Winger Suzy (die erst bei Wonniger Donnerstag auftritt).

## Ausgaben
- John Steinbeck: Cannery Row. Mandarin Press, London 1996, ISBN 0-7493-1776-0 (EA 1945)
  - deutsch: Die Straße der Ölsardinen. Dtv, München 2010, ISBN 978-3-423-19135-7 (EA 1946; ins Deutsche übersetzt von Rudolf Frank).
  - Hörbuch: Die Straße der Ölsardinen. Der Hörverlag, München 2014, ISBN 978-3-8445-1086-7 (5 CDs, gelesen von Ulrich Matthes).

## Sekundärliteratur (Auswahl)
- Cannery Row (1945). In: Joseph R. McElrath Jr., Jesse S. Crisler, Susan Shillinglaw (Hrsg.): John Steinbeck – The Contemporary Reviews. Cambridge University Press, 1996, S. 269–290.
- Charles Etheridge, Jr.: Cannery Row (Novel). In: Brian Railsback, Michael J. Meyer (Hrsg.): A John Steinbeck encyclopedia. Greenwood Press, Westport CT 2006, S. 47–50.
- Peter Lisca: Cannery Row: Escape into the Counterculture. In: Jackson J. Benson (Hrsg.): The Short Novels of John Steinbeck: Critical Essays with a Checklist to Steinbeck Criticism. Duke University Press, Durham 1990, S. 111–118.
- Robert S. Hughes, Jr.: “Some Philosophers in the Sun”: Steinbeck’s Cannery Row. In: Jackson J. Benson (Hrsg.): The Short Novels of John Steinbeck: Critical Essays with a Checklist to Steinbeck Criticism. Duke University Press, Durham 1990, S. 119–131.
- Jackson J. Benson: Cannery Row and Steinback as Spokesman for the “Folk Tradition”. In: Jackson J. Benson (Hrsg.): The Short Novels of John Steinbeck: Critical Essays with a Checklist to Steinbeck Criticism. Duke University Press, Durham 1990, S. 132–142.